# Murdelio (powieść)
Murdelio – powieść Zygmunta Kaczkowskiego należąca do cyklu Ostatni z Nieczujów. Opublikowana została po raz pierwszy w odcinkach na łamach „Gazety Warszawskiej” 1852-53. Osobne wydanie książkowe miało miejsce w Petersburgu w 1853 roku.

## Treść
Akcja toczy się na ziemiach polskich po pierwszym rozbiorze. Głównym bohaterem, a zarazem narratorem powieści, jest szlachcic Marcin Nieczuja. Jednakże akcja koncentruje się wokół postaci Ignacego Piotrowicza herbu Murdelio. Ignacy jest dziedzicem ogromnej fortuny. W powieści ukazany jako osoba demoniczna i uosabiającego elementy destrukcyjne (owoc wychowania i wpływów cudzoziemskich) w życiu polskim XVIII wieku. Przez zabobonną szlachtę utożsamiona z diabłem. Ignacy w czasach młodości  kochał się w córce dalekiego krewniaka, którą dwukrotnie porywał. Okazuje się, że ta kobieta, która między dwoma porwaniami zdążyła wyjść za mąż za stolnika Strzegockiego i owdowieć, to obecnie matka Zosi – aktualnej ukochanej Marcina Nieczui. Powoduje to, że losy Nieczui i Murdeliona krzyżują się.